# Alstroemeria ribeirensis
Alstroemeria ribeirensis este o specie de plante monocotiledonate din genul Alstroemeria, familia Alstroemeriaceae, descrisă de Pierfelice Ravenna. Conform Catalogue of Life specia Alstroemeria ribeirensis nu are subspecii cunoscute.